# Höfðavatn
L'Höfðavatn è un lago, assimilabile a una laguna, situato nella regione del Norðurland vestra, nel nord-ovest dell'Islanda. Il lago è situato nel territorio del comune di Skagafjörður.

## Descrizione
L'Höfðavatn si trova sul fiordo di Skagafjörður, circa 7 km a nord di Hofsós. A nord del lago si trova lo stretto Málmeyjarsund, mentre a ovest si innalza il promontorio di Þórdarhöfði.
Il lago, simile a una laguna, si forma tra la riva e Þórðarhöfði. Bassi cordoni di ghiaia collegano il promontorio alla terraferma su entrambi i lati del lago; quello esterno è chiamato Höfðamöl, mentre quello meridionale Bæjarmöl. Normalmente l'acqua defluisce attorno al lago, ma a volte lo sbocco si chiude quando il mare trasporta troppa ghiaia, trasformandolo in una laguna. La salinità dipende dalle condizioni di accesso al mare, e questo ha una grande influenza sulla pesca alla trota di lago.
Il lago si estende su una superficie di circa 10 km²; ha una profondità media 3,9 metri e una massima di 6,4.

## Accesso
A est del lago corre la strada statale S76 Siglufjarðarvegur.